# نيوليت (باد كاليه)
نيوليت، باد كاليه (بالفرنسية: Neulette)‏ هي بلدية تقع في إقليم باد كاليه من منطقة نور با دو كاليه في شمال فرنسا. تبلغ مساحة هذه المدينة 1.36 (كم²)، وترتفع عن سطح البحر 128 م، يبلغ عدد سكانها 19 نسمة حسب إحصاء المعهد الوطني للإحصاء والدراسات الاقتصادية سنة 2009 م. وترأس Caroline Cussac البلدية خلال فترة (2008-2014).